# 雷努·馬賀拉
| (455206) 2001 FE193 | 2001年3月27日 | MPC |

雷努·馬賀拉（英語：Renu Malhotra，1961年—）是一名印度裔美國行星科學家，因利用冥王星和海王星之間的軌道共振來推斷巨行星的大規模軌道遷移，並預測與海王星共振的冥王星的存在而知名。1997年12月14日，小行星6698 Malhotra以她的名字命名（M.P.C. 31025）。小行星中心認為她共同發現了(455206) 2001 FE193，一顆位於柯伊伯帶的海王星外天體。

## 生平
馬賀拉於1961年出生於新德里，父親是印度人航空的飛機工程師。在她還是個孩子的時候，她們全家搬到了海德拉巴。她曾就讀於德里印度理工學院，1983年畢業並獲得物理學碩士學位。馬賀拉隨後進入康乃爾大學就讀，在那裡，米切爾·費根鮑姆向她介紹了非線性動力學。1988年，她獲得康乃爾大學物理學博士學位，史丹利·達莫特是她的博士生導師。彼得·戈德賴希讀過她關於天王星的衛星的論文，在他的幫助下，她獲得加州理工學院的博士後研究職位。之後，她在月球與行星研究所工作了九年，完成冥王星軌道共振的研究工作，並預測柯伊伯帶的共振結構。馬賀拉目前是亞利桑那大學月球與行星實驗室的教授。

## 榮譽
- 哈羅德·C·尤里獎（1997年）[6]
- 德里印度理工學院傑出校友獎（2006年）[8]
- 亞利桑那大學伽利略圈研究員（2010年）
- 美國藝術與科學學院院士（2015年）
- 美國國家科學院院士（2015年）
- 路易絲·福卡·馬歇爾科學研究教授（2016年）
- 亞利桑那大學董事教授（2016年）